# Шипот (Дамбовица)
Шипот (рум. Șipot) насеље је у Румунији у округу Дамбовица у општини Пиетрари. Oпштина се налази на надморској висини од 521 m.

## Становништво
Према подацима из 2002. године у насељу је живело 376 становника, од којих су сви румунске националности.